# Szén-dioxid-visszasajtolás
A szén-dioxid-visszasajtolás egy módszer arra, hogy kevesebb szén-dioxid (CO2) kerüljön a Föld légterébe.

## A globális felmelegedés
Régóta vitatkoznak szakemberek azon, hogy a mérésekkel is bizonyított globális felmelegedést mi okozza. A vita még ma is folyik, de az egyértelmű – ez nem lehet vita tárgya -, hogy az üvegházhatáshoz hozzájárul az emberi tevékenység következtében megnövekedett CO2-kibocsátás. Az üvegházhatás növekedése pedig hozzájárul a felmelegedéshez. A felmelegedésnek pedig  – egy mértéken felül –  katasztrofális kihatása lesz (lenne) a Földön élőkre. Tehát a Földön élőknek kiemelt fontosságú, hogy az általuk okozott szén-dioxid-kibocsátást csökkentsék.
A levegő CO2 tartalom csökkentésének egyik módja a CO2 kibocsátás csökkentése, ill. a már meglévő, az ipari folyamatok során keletkezett szén-dioxid eltávolítása, pl. visszasajtolása a föld alá. Mivel geológiai tárolókat terveznek alkalmazni erre a célra, vizsgálat tárgyát képezi, hogy a geológiai tárolót gazdaságosabb-e CO2 tárolásra alkalmazni, vagy esetleg pl. szivattyús-szintkülönbségen alapuló csúcserőműre, H2 tárolóra, vagy más célra. A jelenlegi kísérleti szakaszban a vizsgálatok egyik célja a hosszútávú energetikai mérleg megállapítása, nem fogyaszt-e a tárolás és sajtolás többet, mint a tervezett energia ill. CO2 nyereség. Mivel véges tárolókapacitásról lehet szó, esetleg egy üzem bizonyos ideig kibocsátott CO2 mennyiségének tárolására lehetne ideális esetben alkalmas. Ez a megoldás segítene a karbonsemlegesség elérésében, de a megvalósíthatósághoz egyelőre még jelentős technikai innováció és költségcsökkentés szükséges.

## A szén-dioxid mennyisége
Az ipari forradalomig (XVIII. század vége) az emberiség számottevően nem járult hozzá a levegőben található CO2 koncentrációjához. A levegő CO2 koncentrációját a  fosszilis tüzelőanyagok elégetéséből származó CO2 nőveli. A XVIII. századig  a levegő CO2 koncentrációja 280-290 ppm volt. Ez az érték 1958-ig 315 ppm-re emelkedett, jelenleg pedig 370-380 ppm-nél tartunk. Az EU tagállamai 2007-ben a villamosenergia igények 55%-át fosszilis tüzelőanyagból elégítették ki.
Tonnában kifejezve, az EU tagállamaiban 2007-ben 2049 milliárd tonna CO2-szennyezést bocsátottak ki a levegőbe.
Magyarország éves kibocsátása 2007-ben 56 millió tonna volt.
Az eddigi legnagyobb CO2-kibocsátót (USA, ~6 milliárd tonna) mára már túlszárnyalta Kína (~7 milliárd tonna).

## A kibocsátott szén-dioxid csökkentése
Az emberiség felismerte, hogy tenni kell az egyre növekvő CO2-kibocsátás ellen. Számos terv, elképzelés, intézkedés született ennek a cél teljesítése érdekében:
- Az alacsony karbontartalmú gazdaság kiépítése
- A villamosenergia termelés szerkezetének módosítása (kevesebb fosszilistüzelőanyag-alapú erőmű)
- Új Atomerőművek építése
- Kiotói jegyzőkönyv
- Európai Unió Klíma- és Energiacsomagja (angol nyelven)
- Robbanómotoros gépjárműállomány átalakítása (villamos, gázüzem stb.)
- Megújuló energiát használó erőművek számának növelése

stb.
Mindezek hatása évtizedek múlva jelentkezhet. A villamosenergia ellátás biztonsága miatt is, az emberiség egyelőre nem mondhat le a szénalapú erőművekről. Ezért a meglévő és épülő szénalapú erőműveknél előtérbe került a kikerülő CO2 mennyiségének csökkentése. Ennek egyik módja, a CO2-kibocsátás megelőzése, és visszasajtolása a föld alá.

## A szén-dioxid leválasztása
A CO2 visszasajtolása előtt le kell választania CO2-t az égéstermékből. A leválasztásnak többféle módja is lehet. Az évtized közepére három kereskedelmileg is érett CO2-leválasztási technológia jöhet számításba:
- „Post combustion” módszer: az égés után a füstgázt füstgázmosókon vezetik keresztül és megtisztítják a CO2-tól, melyet ezután előkészített tárolóba sajtolhatnak,
- „Oxyfuel” módszer: A füstgáz nitrogéntartalmát az égetés előtt leválasztják, és a kazánban történő égéshez csak tiszta oxigént használnak. A füstgáz mennyisége lecsökken, a CO2 részaránya megnő, így a leválasztási folyamatban kisebb részarányokat kell kezelni,
- „Pre-combustion” módszer: A szenet elgázosítják, majd a füstgáz tisztítását követően a keletkezett szénmonoxid + víz összetételű füstgázt CO2-dá és hidrogénné módosítják. A CO2-ot leválasztják, a hidrogén energiatartalma gázturbinán hasznosul.

A következő évtizedben a ’Pre-combustion’ módszerek elterjedése várható.

## A szén-dioxid visszasajtolása
A leválasztott szén-dioxodot biztonságos módon tárolni kell. A nagy mennyiségű CO2-t biztonságos tárolására a föld alatti tárolás a legalkalmasabb. Ezt a megoldást nevezik a CO2-visszasajtolásnak. A szén-dioxid elhelyezésére szárazföldi körülmények között elméletileg négy lehetőség adott:
- leművelt szénhidrogén-tárolók
- sósvizes rezervoárok
- bányászatra alkalmatlan széntelepek
- bázisos, ultrabázisos kőzettestek

Leművelt szénhidrogén-tárolók felhasználása mellett szól, hogy ezek a tárolók bizonyítottan képesek a geológiai időskálán mérhető ideig megtartani cseppfolyós halmazállapotú anyagokat. Az is előny, hogy kiépített infrastruktúra áll rendelkezésre (kutak, csővezetékek).
Az úgynevezett sósvizes rezervoárok jóval elterjedtebb potenciális tárolók, mint a leművelt szénhidrogén-tárolók. Ezek a potenciális tárolók porózus és áteresztő kőzetek, melyek általában a szokásos ivóvíztárolóknál mélyebben helyezkednek el. Nagy tárolási potenciáljuk miatt a kutatások homlokterébe kerültek.
A bányászatra alkalmatlan széntelepek esetében a tárolás földtani kockázatait a nem bányászott kőszéntelepekben való hosszú távú biztonság és az alkalmazott technológia környezetre gyakorolt hatásai jelentik.
Jelenleg Norvégiában (Sleipner, Snohvit), Algériában (In Salah) és az Egyesült Államokban (Weyburn) történik évi néhány millió tonna szén-dioxid visszasajtolása.
Magyarországon 2001 óta folyik célzott kutatás a hazai szén-dioxid föld alatti tárolási lehetőségeinek megismerésére. Ilyen témájú európai finanszírozású projektek voltak: NASCENT (2001-2003), CASTOR (2004-2008) és EU Geo-capacity (2006-2008). Hazai finanszírozású projektek:MOL-ELGI K+F projekt és a Magyar Állami Eötvös Loránd Geofizikai Intézet (2012. április 1-től Magyar Földtani és geofizikai Intézet) folyamatos kutatási tevékenysége. A kutatások alapján megállapították, hogy nincs földtani, illetve műszaki akadálya a szén-dioxid föld alatti tárolásának.